# Bachman-hernyófaló
A Bachman-hernyófaló (Vermivora bachmanii) a madarak osztályának verébalakúak (Passeriformes) rendjébe és az újvilági poszátafélék (Parulidae) családjába tartozó faj.
Nevét John Bachman amerikai természettudósról kapta.
A magyar név forrással nincs megerősítve.

## Előfordulása
Az Amerikai Egyesült Államok déli részén költ, a telet Kubában tölti. Fészkét 1937 óta, a madarat pedig 1988 óta nem észlelték. A természetes élőhelye szubtrópusi és trópusi mocsári erdők, valamint száraz erdők és bokrosok.

## Megjelenése
Testhossza  11 centiméter.